# Cadell ap Gruffydd
Cadell ap Gruffydd (Gal·les ? – 1175) va ser un príncep de Deheubarth.

## Biografia
Cadell fou fill de Gruffydd ap Rhys, que regí una part de l'antic regne de Deheubarth, amb la resta en poder de diversos senyors normands. Son pare morí el 1137i pujà al tron el seu fill gran, Anarawd ap Gruffydd. Cadell apareix per primera vegada als annals a l'any següent, quan ajudà Anarawd i els germans Owain Gwynedd i Cadwaladr ap Gruffydd de Gwynedd en un atac al castell d'Aberteifi.
L'any 1143 Anarawd fou assassinat pels homes de Cadwaladr, i Cadell passà a regir Deheubarth, continuant la tasca d'Anarawd per recuperar la resta del regne de son avi. L'any 1146 va conquerir els castells de Carmarthen i Llanstephan, i l'any següent va vèncer Walter Fitzwiz. El 1150 dirigí les seves mires cap al nord, i reclamà la part sud de Ceredigion, que estava en mans de Hywel ab Owain Gwynedd pel regne de Gwynedd.
La seva carrera militar acabà el 1151. En un dia de cacera va ser sorprès per una partida normanda de Tenby, que l'atacà i el donà per mort. Sobrevisqué, però tan malferit que ja no pogué reprendre les seves activitats. Dos anys més tard partí en pelegrinatge a Roma i deixà el tron de Deheubarth als seus germans petits Maredudd i Rhys. No se'n sentí a parlar més fins al 1175, quan, després d'una llarga malaltia, entrà a l'abadia de Strata Florida, lloc en el qual morí.